# Jean-Christophe Tricard
Jean-Christophe Tricard, né le 7 avril 1976, est un coureur cycliste français, spécialiste du Bicycle motocross (BMX) et du Vélo tout terrain (VTT). Il compte plusieurs titres de champion de France et de champion du monde à son palmarès.
Il entraîne ensuite Joris Daudet au sein du Stade Bordelais après l'avoir formé dans son club d'origine de l'UV angérienne.

## Palmarès en BMX

### Championnats du monde
- 1989
  -  Médaillé de bronze du Championnat du monde Expert 13

- 1990
  -  Médaillé de bronze du Championnat du monde Expert 14

- 1991
  -  Médaillé d'argent du Championnat du monde Expert 15

- 1992
  -  Champion du monde Cruiser 16-17

- 1993
  -  Champion du monde Cruiser 16-17

- 1994
  -  Champion du monde Seniors 18+[3],[4]

### Championnats d'Europe
- 1990
  -  Champion d'Europe Expert 13

- 1992
  -  Champion d'Europe Cruiser 14-15

- 1994
  -  Médaillé de bronze du Champion d'Europe Junior 17

### Compétitions nationales[5]
- 1992
  -  Champion de France Cruiser 15-16
  -  Champion de France Expert 16

- 1993
  -  Champion de France Cruiser 16-17

- 1994
  -  Champion de France Cruiser 16-17
  -  Champion de France Expert 17